# جين يانغ يانغ
جين يانغ يانغ (بالصينية: 金洋洋) (3 فبراير 1993 بداليان في الصين - ) هو لاعب كرة قدم صيني في مركز الدفاع. لعب مع داليان ييفانغ ونادي داليان شيده ونادي غوانغجو آر أند إف وهيبي شينا فورشن.

## وصلات خارجية
- جين يانغ يانغ على موقع قاعدة بيانات كرة القدم.إي يو (الإنجليزية)
- جين يانغ يانغ على موقع Soccerway.com (الإنجليزية)
- جين يانغ يانغ على موقع اللجنة الأولمبية الصينية (الإنجليزية)